# Ján Andrej Segner
Johann Andreas von Segner slov. Ján Andrej Segner, maď. János András Segner (9. října 1704, Bratislava – 5. října 1777, Halle) byl vysokoškolský pedagog - fyzik, lékař, astronom, botanik, matematik a vynálezce. Jeho nejvýznamnějším vynálezem je Segnerovo kolo - předchůdce vodní turbíny .

## Životopis
Předkové Jana Segnera pocházeli z rakouského Štýrska a kvůli svému náboženskému přesvědčení se v 16. století přestěhovali do Svätého Jura (Segnerovci). V roce 1596 byl jeden z předků za odvahu v boji proti Turkům povýšen do šlechtického stavu.  Rodina se později usadila v Bratislavě, kde se v roce 1704 narodil Ján Andrej Segner. Byl synem výběrčího daní a městského komorního (správce městské pokladny), evangelíka Johanna Michaela von Segner a jeho manželky Marie Sophie. Jeho rodný dům – Segnerova kurie stojí v Bratislavě na Michalské ulici číslo 7 a je dnes chráněnou kulturní památkou.
Matka mu záhy zemřela a o jeho výchovu se starali otec a děd. Od roku 1714 studoval na městském gymnáziu, kde se již brzy prokázalo jeho neobyčejné nadání pro matematiku a fyziku. Chtěl se však stát lékařem a po studiích v Debrecínu (1722–1723) se v Bratislavě učil farmakologii. V roce 1725 začal studovat medicínu na univerzitě v Jeně. Současně se zabýval dalšími vědními obory: matematikou, fyzikou a astronomií.  Ještě před dosažením akademické hodnosti publikoval různé menší práce. Jako promovaný lékař krátce pracoval od roku 1730 opět ve svém rodném městě. Později přijal místo městského lékaře v Debrecínu. Tato práce ho však neuspokojovala a tak se o dva roky později 1732 vrátil do Jeny, kde nabyl titul Magistra a od roku 1733 vedl jako soukromý docent přednášky z matematiky a fyziky. Přitom se stále věnovat medicíně. Tam se také oženil s dcerou svého bývalého profesora Friedricha Teichmeiera. 
V roce 1735 přijal nabídku přejít na univerzitu v Göttingenu, kde na lékařské fakultě přednášel teoretické předměty celých osmnáct let. Stále více se věnoval přírodním vědám. Jako jeden z prvních přírodovědců vedl experimentální přednášky z chemie v rámci výuky lékařských věd. Jeho zájem o astronomii byl podnětem k vybudování observatoře v radniční věži. V roce 1743 zorganizoval pozorování velkého zatmění slunce a vydal k tomu vlastní písemné pokyny. 

Segnerovo vodní kolo: A - přívod vody, B - svislá trubka s rotorem, C - rotor s tryskami (boční pohled), D - rotor s tryskami (pohled shora), E - jáma v zemi, F - převod řemenicí, G - poháněné zařízení.

Během akademické kariéry vydal Segner na osmdesát učených spisů z matematiky, fyziky a chemie. Stále více se zaměřoval na mechaniku a hydrauliku. V roce 1747 vydal souborné dílo složené ze sedmi kapitol, z nichž jedna byla věnována vynálezu zařízení umožňujícího využití síly vodního proudu k pohánění strojů.  V roce 1750 popsal a fyzikálně propočítal nový typ vodního kola pracujícího na zpětném principu. Segnerovo kolo (reaktivní vodní motor) se stalo s přispěním jeho přítele matematika Leonharda Eulera předchůdcem vodní turbíny. 

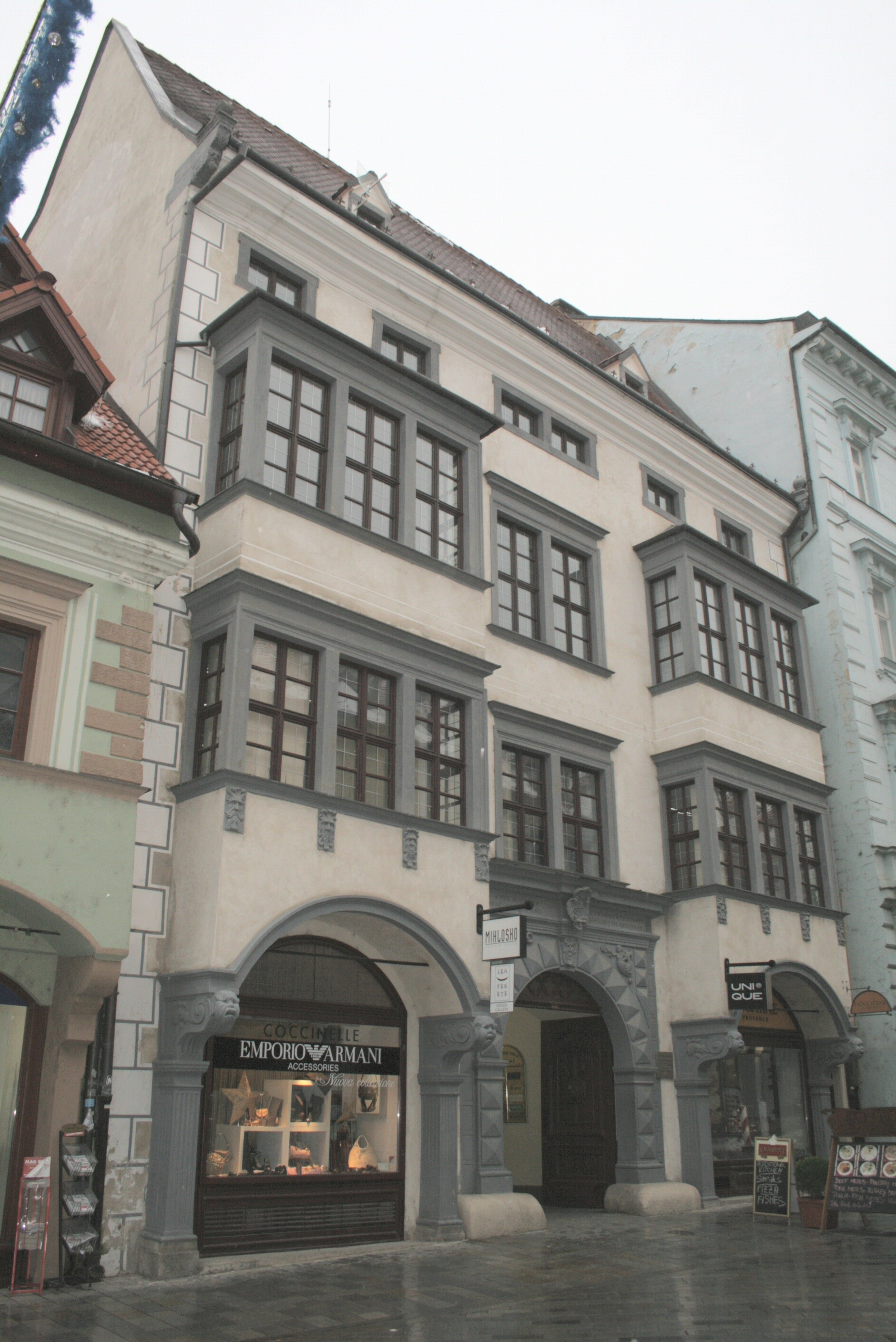
Rodný dům J.A.Segnera-Bratislava, Michalská 7

V roce 1754 byl jako profesor matematiky a fyziky povolán na univerzitu v Halle jako nástupce filozofa a matematika Christiana Wolffa. Ve svých spisech a přednáškách o matematice zdůrazňoval její význam pro aplikované vědy. Upozorňoval na potřebu ověření teorie praktickými experimenty. Jeho spisy jsou psány názorným a srozumitelným způsobem. Patří mezi ně učebnice Elementa Arithmeticae ac Geometriae, kterou do němčiny později přeložil jeho syn Ján Wiliam Segner. Jeho nejvíc uznávaným dílem je třídílný spis Cursus Mathematica. Poslední Segnerovu matematickou práci vydal jeho syn roku 1779 pod názvem Grund der Perspektiva. 
Zabýval se i astronomií, principy existence světla, regulováním krevního tlaku. Nechal v Halle zřídit hvězdárnu a vydal dvojsvazkové vědecké dílo Přednášky astronomické jako základní pokyn k důkladné znalosti oblohy (Astronimische Vorlesungen, eine deutliche Anweisung zur gründlichen Kenntnis des Himmels). V další práci se zabýval geodetickými křivkami rotačních těles. Poznatky z optiky zpracoval ve spisu O hustotě světla, z termiky v práci O ohni. 
K jeho studentům, kteří u něj v Halle promovali, patřili Christian Garve 1766 a August Niemeyer 1777. Jako jeden z nejvýznamnějších přírodovědců své doby, byl Segner členem Pruské akademie věd v Berlíně, Královské společnosti v Londýně a Ruské akademie věd v Petrohradě.
Ján Segner byl vlídný a pracovitý člověk, vždy ochotný pomáhat jiným. Na univerzitě v Halle založil fond pro vdovy po zaměstnancích. V posledních letech trpěl vnitřní chorobou, která měla pravděpodobně původ v hypochondrii. Zemřel v kruhu přátel a rodiny dne 5. října 1777.Jeho hrob se nachází na hallském hřbitově Stadtgottesacker.
V Halle je po něm pojmenována ulice a škola. Jeho jméno nese také kráter Segner na Měsíci a asteroid s katalogovým označením (28878) Segner.
V roce 2003 vydala Slovenská národní banka pamětní stříbrnou minci k 300. výročí narození J.A.Segnera. 
Jeho životním krédem bylo: „Být užitečným i po smrti.“ 